# Любаш (Великопольське воєводство)
Любаш (пол. Lubasz, нім. Lubasch) — село в Польщі, у гміні Любаш Чарнковсько-Тшцянецького повіту Великопольського воєводства.
Населення — 3015 осіб (2011).
У 1975-1998 роках село належало до Пільського воєводства.

## Демографія
Демографічна структура станом на 31 березня 2011 року:
|          | Загалом | Допрацездатний вік | Працездатний вік | Постпрацездатний вік |
| -------- | ------- | ------------------ | ---------------- | -------------------- |
| Чоловіки | 1501    | 385                | 1003             | 113                  |
| Жінки    | 1514    | 346                | 900              | 268                  |
| Разом    | 3015    | 731                | 1903             | 381                  |